# Saung Naga (Kikim Barat)
Saung Naga is een bestuurslaag in het regentschap Lahat van de provincie Zuid-Sumatra, Indonesië. Saung Naga telt 634 inwoners (volkstelling 2010).